# Twelve-Mile Circle

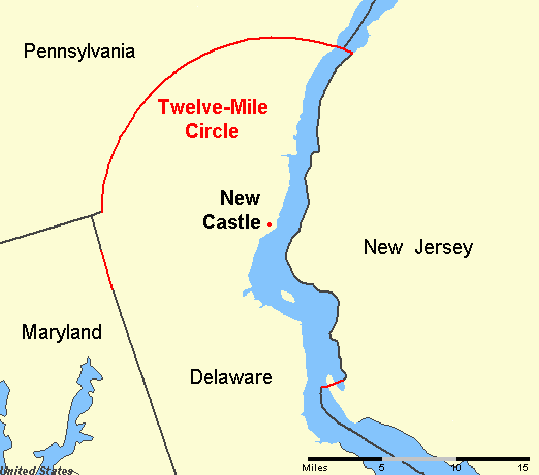
Il Twelve-Mile Circle

Grafico del Cerchio, della Linea Mason-Dixon e "The Wedge". Tutte le aree blu e bianche sono all'interno del Delaware

Il Twelve-Mile Circle è un arco quasi circolare che costituisce gran parte del confine tra il Commonwealth della Pennsylvania e lo stato del Delaware, negli Stati Uniti d'America. Effettivamente non si tratta di un confine circolare, ma è piuttosto una combinazione di diversi archi di circonferenza che sono stati uniti tra loro.
Nominalmente si tratta di un cerchio con un supposto raggio approssimativamente lungo 12 miglia, con centro nella città di New Castle. Nel 1750 il centro del cerchio fu fissato presso la cupola del Tribunale di New Castle (anche se le successive modifiche hanno basato i calcoli su un diverso centro, qualche centinaia di metri più a nord-ovest del tribunale). Il Twelve-Mile Circle continua anche nel fiume Delaware; una piccola porzione del cerchio, chiamata "Arc Line", forma anche la Linea Mason-Dixon, che separa il Delaware dal Maryland. Due altre piccole porzioni, che non sono state definite fino al 1934, formano parti del confine tra Delaware e New Jersey. Nonostante l'arco venga spesso definito l'unico confine territoriale negli USA con la forma di un arco (ad eccezione di quelli che seguono gli archi di latitudine e longitudine), in realtà il confine tra Messico e Texas comprende diversi tratti con la forma di arco, e molte città del Sud (come Plains in Georgia) hanno confini circolari.
La sua esistenza risale al dono a William Penn da parte di Giacomo, Duca di York del 24 agosto 1682, che concesse a Penn:
Il fatto che il cerchio si estenda anche nel fiume Delaware rende il confine insolito; molti confini territoriali che seguono i corsi d'acqua, dividono infatti le acque tra i due territori o tramite una linea mediana (il metodo groziano, derivato da Ugo Grozio), oppure, più spesso, il confine sorge al centro del principale canale del flusso d'acqua, o talweg. Tuttavia, a causa del testo sopra citato, entro il cerchio delle 12 miglia sorge tutta la parte del fiume Delaware fino al confine con il New Jersey.
Il New Jersey ha spesso messo in discussione il confine, dato che il resto del confine territoriale lungo il fiume Delaware è determinato dalla linea mediana e dal metodo thalweg. La disputa è arrivata fino alla Corte Suprema degli Stati Uniti in tre occasioni (tutte chiamate New Jersey v. Delaware), nel 1934, 1935 e 2007. La prima sentenza della corte contiene una dettagliata storia della disputa sul territorio, mentre la seconda imponeva a New Jersey e Delaware di non sollevare più dispute sulla giurisdizione del territorio.
Ignorando l'ammonizione della Corte Suprema ai due stati, Delaware e New Jersey si ripresentarono in tribunale nel novembre 2005, quando il desiderio del New Jersey di approvare i progetti della British Petroleum per costruire un impianto di liquefazione del gas naturale lungo la costa dello stato sul fiume Delaware, incorse nel Coastal Zone Act del Delaware.
La Corte nominò un arbitro speciale il 23 gennaio 2006, per studiare la disputa sul confine, e il 21 marzo 2008 fu consegnato il rapporto, che sosteneva l'autorità del Delaware.
Nel frattempo, la Camera dei rappresentanti del Delaware approvò una legge simbolica per richiamare la Guardia Nazionale per difendere gli interessi dello stato, mentre i legislatori del New Jersey si lamentarono per la USS New Jersey (BB-62), ormeggiata a monte del sito.